# Queluz (São Paulo)
Queluz é um município no leste do estado de São Paulo, na Região Geográfica Imediata de Cruzeiro. A população aferida no Censo de 2022 foi de 9.159 habitantes em uma área de 249,399 km², resultando em uma densidade demográfica de 36,72 hab/km².

## História
Originou-se Queluz de um aldeamento de índios puris, criado no ano de 1800. A aldeia cresceu em torno de uma capela, onde hoje se ergue a igreja matriz. O povoado foi elevado à vila em 1842, passando a município em 1876. Seu padroeiro é São João Batista e o nome de Queluz foi uma homenagem prestada à família reinante, tendo a localidade recebido o nome do palácio perto de Lisboa onde D. Pedro I nasceu.
O município desenvolveu-se com a cultura do café, que aí deixou importantes marcos culturais, como as sedes ainda existentes das fazendas do Sertão, São José, Restauração, Bela Aurora, Regato, Cascata e outras.
Fonte:"O Passado Ao Vivo"(Thereza Regina de Camargo Maia)
O município conta com várias cachoeiras, como a conhecida Águas da Marambaia, que atrai grande quantidade de turistas no verão.
O calendário de festas do município é farto, desde abril com a Festa da Moranga e da Mandioca, ingredientes primordiais para o prato típico do município, batizado de "Queluz na Moranga", passando pela Festa de São João em junho - tradicional festa junina, a maior e melhor de todo Vale do Paraíba -, pelo Festival de Inverno em julho, Festa do Doce em Outubro, entre outros eventos realizados pela população e prefeitura.

## Geografia
Seus municípios limítrofes são Resende (RJ) a leste e nordeste, Areias a sudeste, Silveiras a sul, Lavrinhas a oeste e Passa Quatro (MG) ao norte.

### Topografia
Em Queluz localizam-se parcialmente a Pedra da Mina, ponto culminante do estado (2798 m), no ponto de encontro das divisas do município com Lavrinhas (SP) e Passa Quatro (MG), e o Pico dos Três Estados (2665 m), que marca o ponto de encontro das divisas estaduais do Rio de Janeiro, Minas Gerais e São Paulo.

### Clima
Segundo dados do Centro de Previsão de Tempo e Estudos Climáticos (Cptec), a temperatura mínima registrada em Queluz foi de 6,5 °C, ocorrida no dia 13 de agosto de 2004. Já a máxima foi de 41,0 °C, observada dia 12 de fevereiro de 2003. O maior acumulado de chuva registrado na cidade em 24 horas foi de 105,0 mm, em 2 de março de 1958.

## Demografia
Dados do Censo - 2000
População total: 9.112
- Urbana: 7.846
- Rural: 1.266
- Homens: 4.524
- Mulheres: 4.588

Densidade demográfica (hab./km²): 36,54
Mortalidade infantil até   2  anos   (por mil): 16,97
Expectativa de vida (anos): 70,64
Taxa de fecundidade (filhos por mulher): 2,51
Taxa de alfabetização: 90,84%
Índice de Desenvolvimento Humano (IDH-M): 0,766
- IDH-M Renda: 0,675
- IDH-M Longevidade: 0,761
- IDH-M Educação: 0,687

(Fonte: IPEADATA)

## Infraestrutura

### Comunicações
O sistema de telefones automáticos foi inaugurado na cidade em 1978 pela Telecomunicações de São Paulo (TELESP), que também implantou o sistema de discagem direta à distância (DDD) em 1986 com o código de área (0125). Anteriormente a cidade era atendida pela Companhia Telefônica Brasileira (CTB).
Na década de 90 o código DDD da cidade foi alterado para (012), para padronização do sistema telefônico com a telefonia celular que estava sendo implantada em todo o estado.

## Filhos ilustres
- Biografias de queluzenses notórios

## Religião
O Cristianismo se faz presente na cidade da seguinte forma:

### Igreja Católica
- A igreja faz parte da Diocese de Lorena.[15]

### Igrejas Evangélicas
Entre as igrejas protestantes históricas, pentecostais e neopentecostais, encontram-se na cidade:
- Assembleia de Deus Ministério do Belém.[18][19]
- Congregação Cristã no Brasil.[20]